# آنایس شوالیه
آنایس شوالیه (فرانسوی: Anaïs Chevalier‎؛ زادهٔ ۱۲ فوریهٔ ۱۹۹۳) ورزشکار دوگانه اهل فرانسه است.